# Mouritz Mørk Hansen
Mouritz Mørk Hansen, född den 28 september 1815 i Todbjerg vid Aarhus, död den 18 augusti 1895 i Vonsild, var en dansk präst. Han var far till Volmer Johannes Mørk-Hansen.
Mørk Hansen blev student 1835, candidatus theologiae 1840 och var därefter sysselsatt med lärargärning och historiska studier, liksom han tog livlig del i studentlivet. Han var medlem av Academicums styrelse och en av ledarna för studenttåget till Uppsala 1843. 
Tidigt väcktes hans kärlek till danskheten i Sønderjylland, särskilt genom umgänget med den alsiske studenten Kristen Karstensen. En frukt av hans studier under dessa år var en mindre lärobok i kyrkohistoria (1851), som blev mycket spridd, bland annat som läromedel vid seminarierna. År 1844 blev Mørk Hansen personlig kaplan i Nykøbing på Falster, 1846 kateket där. År 1848 valdes han till medlem av den grundlagstiftande riksförsamlingen, där han närmast följde ledarna för det senare nationalliberala partiet. Han tog under förhandlingarna bland annat ordet för, att hela grundlagsarbetet skulle vila, tills representanter från Sønderjylland kunde ta säte i församlingen. "At opgive Haabet om Slesvigs Frelse er det samme som at opgive Haabet om Danmarks Frelse, og alene Skinnet af en saadan Tanke bør vi undgaa".
Däremot ställde Mørk Hansen inte upp i valet till den första ordinarie riksdagen, men efter slaget vid Isted blev han tillförordnad sognepræst i Felsted i Sundeved, och 1851 blev han fast anställd på den posten efter församlingens val. På denna post verkade han med kraft och duglighet i 14 år för den danska saken i Sønderjylland, dels genom stridsskrifter mot tyska angrepp på Danmark og det danska styret av Slesvig, dels som ledamot (vald av prästerskapet) av de två sista slesvigska ständerförsamlingarna 1860 och 1863, där han och Laurids Skau stod som talesmän för den danska minoriteten. Under kriget 1864 blev Mørk Hansen som de andra dansktalande prästerna i Sundeved flera gånger arresterad av fienderna, misstänkt för spioneri, och samma år avsatt från sitt ämbete av civilkommissarierna. Efter två års ämbetsledighet, då han bland annat utgav en levnadsskildring över sin medkämpe "den danske Bonde Laurids Skau", blev han 1866 sognepræst i Vonsild och Dalby, alltså på gammal sønderjylländsk mark, och detta ämbete skötte han till sin död.
Mørk Hansen förblev in i det sista en trofast talesman för de danska invånarnas i Sønderjylland sak. Genom otaliga tidningsartiklar (särskilt i "Fædrelandet") och genom självständiga småskrifter, bland andra Om det tyske Skolesprog i det dansktalende Sønderjylland, 1890, bidrog han mycket till att väcka och bibehålla intressent för den i kungariket, liksom han så gott han förmådde försökte bemöta den felaktiga och fientliga uppfattningen av Sønderjyllands historie och nationalitet, som ständigt framfördes i den tyska litteraturen och pressen. Särskilda förtjänster inlade han genom upprättandet av efterskolan i Hejls (1891) vars avsikt var att erbjuda fortbildning av den konfirmerade ungdomen från Nordslesvig, I inrikespolitiken deltog han som medlem (för Vonsilds valkrets) av riksrådet vid dess sista samling, 1865—1866, senare också som flitig talare vid politiska möten i sin hembygd. Hans många vänner norr och söder om Kongeåen reste efter hans död ett minnesmärke över honom på Skamlingsbanken.

## Utmärkelser
- Riddare av Dannebrogorden,  1860[3]
- Dannebrogsmännens hederstecken,  1887[3]

[Redigera Wikidata]